# Walentina Osiejewa
Walentina Aleksandrowna Osiejewa-Chmielowa (ros. Валентина Александровна Осеева-Хмелёва; ur. 1902, zm. 1969) – radziecka autorka książek dla dzieci. 
Pochowana na Cmentarzu Wagańkowskim w Moskwie.

## Wybrana twórczość

### Książki
- Czarodziejskie słowo (Волшебное слово)
- Wasiek Trubaczow i jego koledzy (Tomy 1-3) (Васёк Трубачев и его товарищи (Кн. 1, 2, 3))

### Adaptacje filmowe
- 1962: Kto kogo obraził